# Ingurtosu

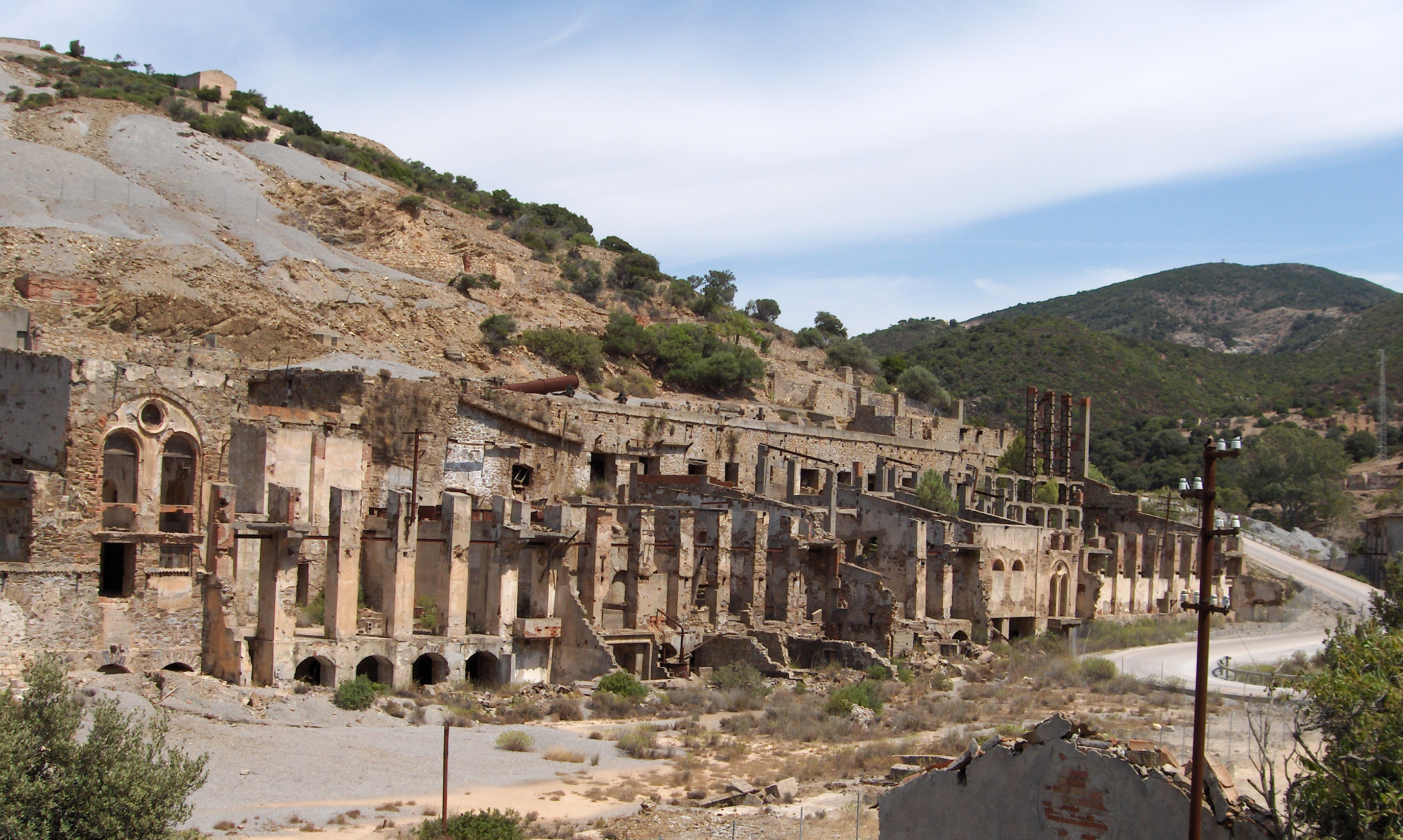
Vestiges de la laverie Brassey.

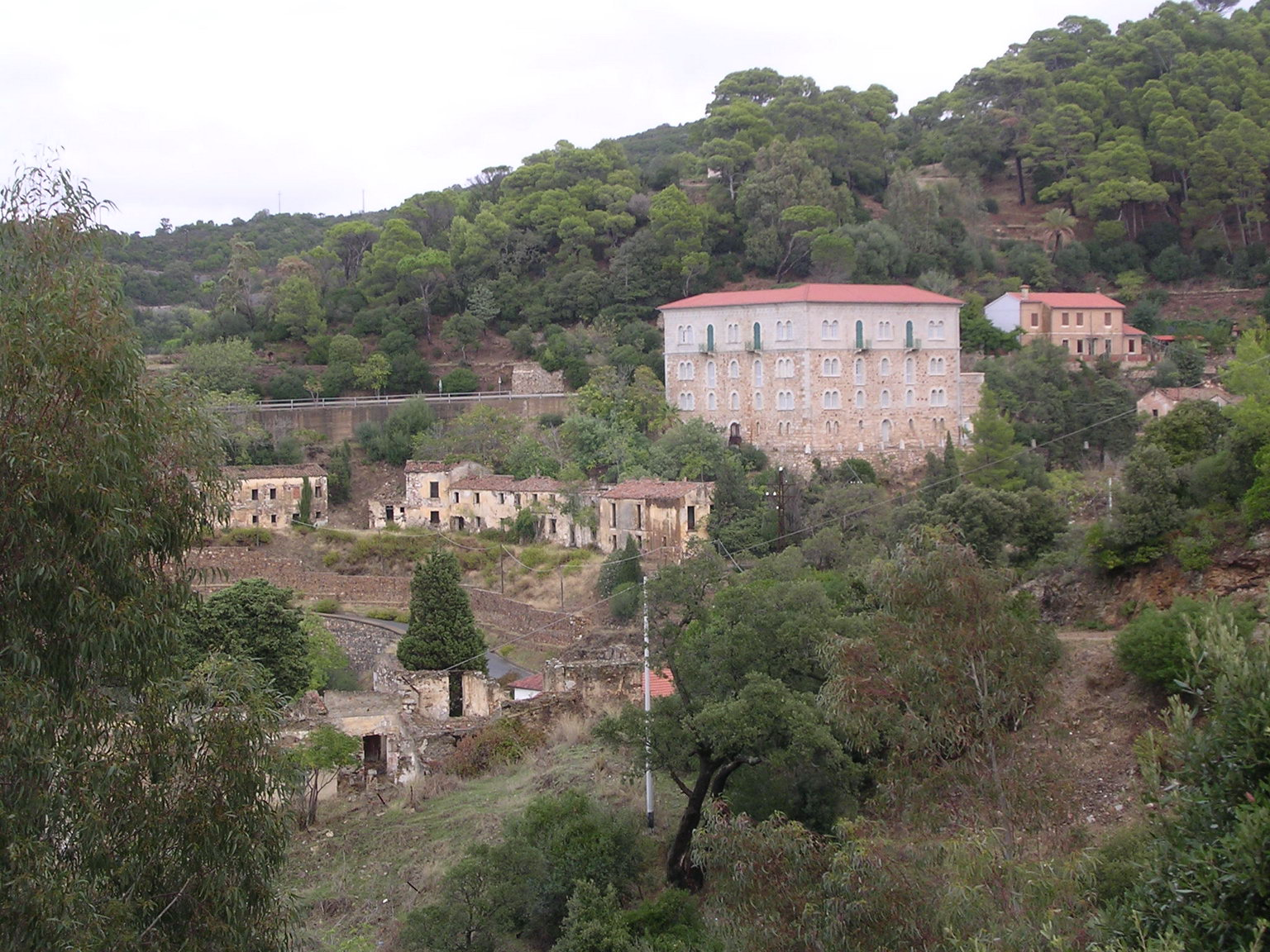
L'ancien bâtiment de la direction dit le castello.

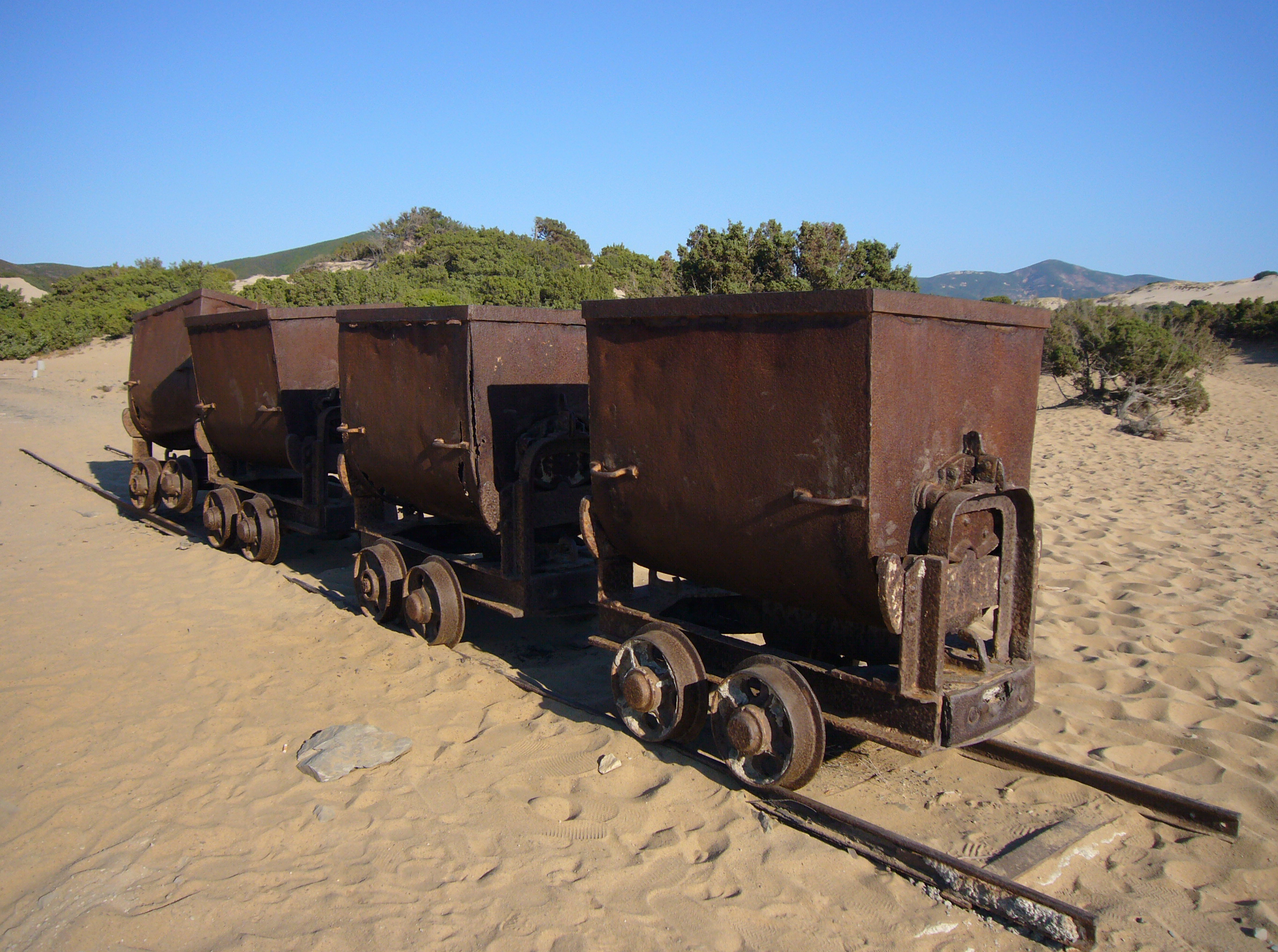
Wagonnets ensablés sur le trajet vers l'embarcadère

Ingurtosu est une frazione de la commune d'Arbus dans la province du Sud-Sardaigne, et ensemble à Montevecchio, une des plus importantes mines de Sardaigne.
Son nom vient de su gurturgiu, le gypaète barbu, autrefois nombreux dans le ciel de cette région.

## Histoire
À la suite des premières prospections qui mirent au jour des gisements de plomb, de zinc et d'argent, en 1850, les commerçants ligures Marco et Luigi Calvo fondèrent la Società Mineralogica di Gennemari. Revendue en 1857 à des entrepreneurs français qui formèrent la Società Civile delle miniere di Gennemari e Ingurtosu dont la direction fut confiée à un ingénieur d'origine allemande nommé Bornemann.
En peu de temps, les paisibles vallées fréquentées, jusque-là, par seulement quelques bergers sardes se transformèrent en un carrefour d'hommes et de chariots chargés de minerais. Dominant le village minier se trouvait le castello, habitation de la direction, construit vers 1870, en style néogothique imitant un palais allemand.
À partir de 1875, Ingurtosu devint l'une des mines les plus importantes d'Europe pouvant compter jusqu'à environ 1 500 mineurs en 1890.
En 1899, les minières di Gennemari et d'Ingurtosu furent cédées à la plus importante société minière anglaise la Pertusola Limited, présidée par Lord Thomas Brassey. À la suite de cette cession, rapidement s'effectuèrent des travaux de modernisation des installations comme la mécanisation de la laverie dans la zone de Naracauli ainsi que la réalisation d'un chemin de fer à voie étroite pour transporter les minéraux à travers le désert de Piscinas (it) jusqu'au littoral à destination de l'Île San Pietro. Au milieu du XXe siècle, un nouveau puits fut creusé (Pozzo 92), et furent construits également une église, une école, un hôpital et un cimetière.
Au cours des années 1960, et dans un climat de revendications ouvrières, le site passa au groupe Monteponi-Montevecchio qui procéda à la fermeture de tous les chantiers transférant les mineurs dans les autres mines de l'île.
Aujourd'hui, derrière le pozzo Gal (puits Gal), dans l'ancienne salle des compresseurs a été aménagé un musée multimédial dédié au travail des mineurs.
Ingurtosu est, aussi, un monument d'archéologie industrielle minière et fait partie du parc géominier de la Sardaigne (it) inséré dans le réseau mondial des Géoparcs de l'UNESCO.